# Цецилия Метела Калва
Цецилия Метела Калва (на латински: Caecilia Metella Calva) е дъщеря на Луций Цецилий Метел Калв, консул през 142 г. пр.н.е. и сестра на Луций Цецилий Метел Далматик и Квинт Цецилий Метел Нумидийски.
Омъжена е за Луций Лициний Лукул, претор през 104 пр.н.е. Вместо да играе ролята на добродетелна омъжена жена, Калва се замесва в поредица от скандални и позорни афери, най-често с роби, които в крайна сметка я довеждат до развод. Тя е майка на Луций Лукул (консул през 74 пр.н.е.) и Марк Теренций Варон Лукул (консул през 73 пр.н.е.).